# Pierre Baux (1679-1732)
Pour les articles homonymes, voir Pierre Baux (homonymie) et Baux.
Pierre Baux, né le  12 août 1679 sans doute à Nîmes et mort le 3 septembre 1732 à Saint-Dionisy près de Nîmes, est un médecin français célèbre.

## Biographie
Protestant, il fit néanmoins ses premières classes dans un collège de jésuites (les édits de 1685 et 1686 obligeaient les protestants à faire élever leurs enfants dans la religion catholique). 
Il fut ensuite à Montpellier et – sur demande de son père – à Orange où il étudia la médecine.
Il fut reçu docteur en médecine le 9 octobre 1696. Il pratiqua à Nîmes, à Paris de 1705 à 1707, puis de nouveau à Nîmes. 
Sa réputation devint internationale. 
Selon certains écrits, "il se faisait un devoir de donner des soins aux pauvres avec la plus grande sollicitude ; également, il leur fournissait gratuitement les médicaments dont ils avaient besoin."
Lorsqu’on craignit à Nîmes l’invasion de la peste, à l'inverse de nombreux médecins, il resta et composa un Traité de la peste (1722) où il donnait le diagnostic de cette maladie et indiquait les meilleurs moyens de s’en préserver et de la guérir. 
Ce traité obtint le suffrage du médecin Chicoineau.

## Famille
Pierre Ier Baux est le petit-fils de Salomon Baux, né à Mazamet en 1612 et mort à Nîmes en 1654, médecin français, cofondateur du Collège royal de Nîmes.

Marié à Bernardine de Duranti, fille d’Étiennette des Porcellets et de Guillaume de Duranti, en avril 1643, Salomon Baux est reçu docteur à l’Université d’Orange le 20 mai 1634. Il s’installe ensuite à Nîmes, où il devient l'un des sept fondateurs du Collège royal de médecine en 1650. Il avait la réputation d’être un très bon médecin. Son art s’est particulièrement manifesté lors de la peste de 1649.
Pierre Ier Baux est le père de Pierre Baux (second du nom), l'arrière-grand-père de Benjamin Valz.